# Rue de l'Amblève (Auderghem)
Pour les articles homonymes, voir Rue de l'Amblève.
La rue de l'Amblève (en néerlandais: Amblèvestraat) est une voie bruxelloise de la commune d'Auderghem. Cette rue débute place de l'Amitié et se termine rue de la Molignée sur une longueur de 140 mètres.
La numérotation des habitations va de 13 à 49 pour le côté impair et de 2 à 36 pour le côté pair.

## Historique et description
En 1882, la voie s’appelait rue de Jéricho. C’est sous ce nom qu’elle est encore mentionnée sur une carte de 1910 portant les tracés des grands plans d’urbanisation de la commune. Jusqu’au XVIIIe siècle, le couvent Onse Lieve Vrouw ten Rosen gheplant in Jherico à Bruxelles possédait d’importants domaines à Auderghem.
Le chemin allait recevoir le nom de la rivière belge, le 9 mai 1913. Quatre rues furent alors tracées sur ce que l’on continuait encore toujours d’appeler le champ de Jéricho. Ces rues reçurent chacune le nom d’une rivière wallonne :
- rue du Bocq;
- rue de la Molignée;
- rue du Houyoux.

Jusqu’à la fin du XIXe siècle, l’eau potable devait toujours être puisée aux pompes publiques. La distribution de l’eau courante telle que nous la connaissons aujourd’hui à Bruxelles et environs date de cette époque. Cette eau, indispensable, provenait de rivières wallonnes.

### Origine du nom
L’Amblève est le nom français d’un affluent de l’Ourthe qui prend sa source à Amel (Amblève, en français), une commune germanophone de la province de Liège. Dans ces environs, la rivière porte d’ailleurs ce toponyme.

## Situation et accès
| ___ | Ce site est desservi par la station de métro : Pétillon. |

## Galerie

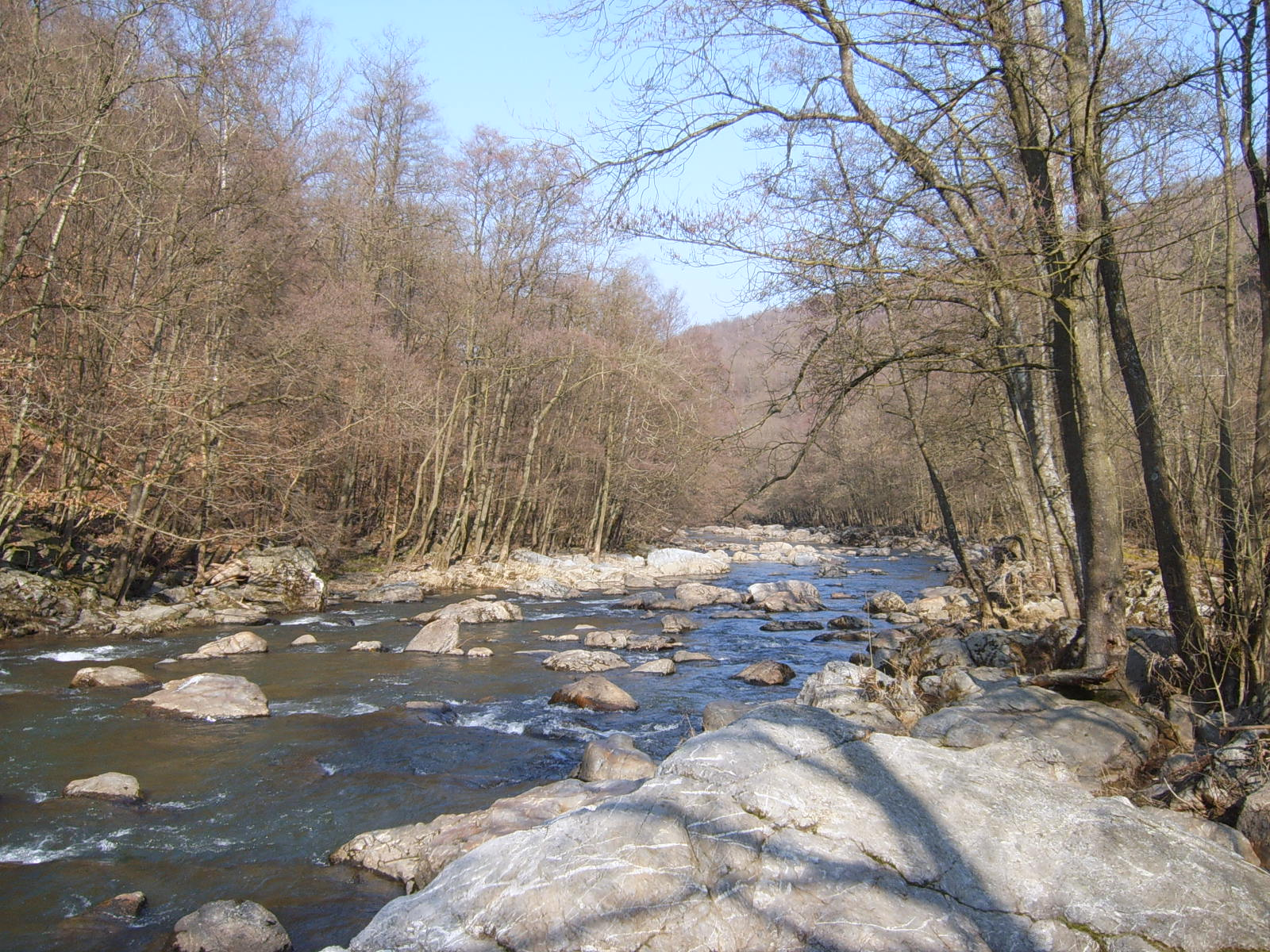
Rivière - Amblève